# Number 1 (álbum de Big Bang)
Number 1 é o álbum de estreia japonês do grupo masculino sul-coreano Big Bang. O seu lançamento ocorreu em 22 de outubro de 2008, através da YG Entertainment e foi distribuído pela Universal Music Japan, tornando-se o seu primeiro lançamento em parceria com esta última. Para a sua promoção, um single de mesmo título da produção foi lançado previamente ao álbum. 
O lançamento de Number 1 atingiu as posições de número três e treze, respectivamente, nas paradas diária e semanal da Oricon Albums Chart.

## Lançamento
Number 1 foi lançado através de duas versões, sendo elas regular e limitada. Sua edição regular contém catorze canções no total e inclui a canção "Candle", uma versão em língua japonesa de "Together Forever", retirada do primeiro extended play (EP) japonês do Big Bang, For the World (2008), e relançada como faixa exclusiva desta versão. Sua edição limitada contém treze canções e possui um DVD contendo vídeos musicais do grupo. 
A lista de faixas de Number 1 também possui canções lançadas previamente de seus dois EPs japoneses: For the World, With U (2008) e de seu EP coreano Stand Up (2008). Apenas "Haru Haru" e "Heaven" foram lançadas através de sua língua original em coreano, o restante das canções são versões em língua inglesa e japonesa de faixas já lançadas pelo Big Bang. Adicionalmente, o álbum possui três canções inéditas incluindo sua faixa título de mesmo nome.

## Lista de faixas
| Number 1 – Edição padrão |                             |                                                   |                                                   |                                                          |         |  |
| N.º                      | Título                      | Letras                                            | Música                                            | Arranjos                                                 | Duração |  |
| 1.                       | "Intro"                     | Perry                                             | -                                                 | -                                                        | 1:12    |  |
| 2.                       | "Number 1"                  | Jimmy Thornfeldt, Martin Hanzen, Mohombi Moupondo | Jimmy Thornfeldt, Martin Hanzen, Mohombi Moupondo | Jimmy Thornfeldt, Martin Hanzen, Mohombi Moupondo        | 3:20    |  |
| 3.                       | "Make Love"                 | Kush, Daniel Im, Steve-I                          | Kush, Daniel Im, Steve-I                          | Kush                                                     | 3:37    |  |
| 4.                       | "Come Be My Lady"           | Jimmy Thornfeldt, Martin Hanzen, Mohombi Moupondo | Jimmy Thornfeldt, Martin Hanzen, Mohombi Moupondo | Jimmy Thornfeldt, Martin Hanzen, Mohombi Moupondo, Perry | 2:55    |  |
| 5.                       | "Haru Haru"                 | G-Dragon                                          | G-Dragon, Daishi Dance                            | Daishi Dance                                             | 4:16    |  |
| 6.                       | "With U"                    | Perry, G-Dragon                                   | G-Dragon, Teddy Park, Perry                       | Perry, Teddy, G-Dragon                                   | 3:01    |  |
| 7.                       | "How Gee"                   | Big Bang, Perry                                   | Big Bang, Perry                                   | Brave Brothers                                           | 3:15    |  |
| 8.                       | "Baby Baby"                 | Perry, Emi K.Lynn                                 | G-Dragon, Brave Brothers                          | Brave Brothers                                           | 3:54    |  |
| 9.                       | "So Beautiful"              | Big Bang, Perry                                   | Perry, Brave Brothers                             | Brave Brothers                                           | 3:38    |  |
| 10.                      | "Remember"                  | Yang Hyun-suk, G-Dragon, T.O.P                    | Teddy Park, Walt Anderson                         | Teddy Park                                               | 3:22    |  |
| 11.                      | "Heaven"                    | G-Dragon                                          | G-Dragon, Daishi Dance                            | Daishi Dance                                             | 3:53    |  |
| 12.                      | "Everything"                | Perry                                             | Perry                                             | Perry                                                    | 3:55    |  |
| 13.                      | "Always"                    | Big Bang, Perry, Rina Moon                        | Teddy Park, Perry                                 | Teddy Park                                               | 3:55    |  |
| 14.                      | "Candle (Together Forever)" | Perry, Big Bang, Komu                             | Jeon Seung Woo                                    | Jeon Seung Woo                                           | 4:02    |  |
| Duração total:           | Duração total:              | Duração total:                                    | Duração total:                                    | Duração total:                                           | 45:35   |  |

| Conteúdo bônus em DVD – Edição CD+DVD |                                             |         |  |
| N.º                                   | Título                                      | Duração |  |
| 1.                                    | "With U PV" (Making)                        |         |  |
| 2.                                    | "With U PV" (Vídeo musical)                 |         |  |
| 3.                                    | "Haru Haru PV" (Vídeo musical com legendas) |         |  |

Notas
- "Make Love" foi lançada originalmente por Taeyang através de seu EP de estreia Hot (2008). A canção foi reescrita em uma versão em língua inglesa para o Big Bang, a fim de integrar Number 1.
- "How Gee" contém demonstrações de "How Gee", escrita por James Brown, Giuseppe Landro e Mario Percali. Gravada por Black Machine.[3]

## Desempenho nas paradas musicais
Após o seu lançamento no Japão, Number 1 estreou em seu pico de número dezesseis pela Billboard Japan Top Albums Sales. Na parada da Oricon, o álbum atingiu a posição de número três na parada diária da Oricon Albums Chart e mais tarde a posição de número treze em sua respectiva parada semanal.

### Posições
| Paradas (2008)                           | Melhor posição |
| ---------------------------------------- | -------------- |
| Japão (Billboard Japan Top Albums Sales) | 16             |
| Japão (Oricon Daily Albums Chart)        | 3              |
| Japão (Oricon Weekly Albums Chart)       | 13             |

## Histórico de lançamento
| Região | Data                  | Formato                                       | Gravadora                              |
| ------ | --------------------- | --------------------------------------------- | -------------------------------------- |
| Japão  | 22 de outubro de 2008 | CD CD+ DVD (Edição limitada) download digital | YG Entertainment Universal Music Japan |